# Colleiteiro
Ein Colleiteiro ist ein Winzer in der nordwestspanischen Region Galicien, der in seinem Weingut pro Jahr maximal 600 Hektoliter Wein aus eigenen Trauben produziert.
Der Colleiteiro, eine traditionelle Figur der galicischen Agrarlandschaft, hat sich im Laufe der Zeit im Hinblick auf die Bewirtschaftung seiner Weingüter sehr weiterentwickelt. Der Erhalt der Tradition wird mit den neusten technischen Errungenschaften und Fortschritten auf dem Gebiet des Weinbaus verbunden. Bei der Mehrheit der Weingüter ist es der Winzer, der selbständig den ganzen Produktionszyklus kontrolliert: Von der Pflege der Weinreben über die Vinifikation bis hin zur Abfüllung und letztendlich der Vermarktung.

## Merkmale
Ein Colleiteiro kann nur Wein aus seinen eigenen Trauben herstellen. Es ist ihm untersagt, Trauben oder Wein zu kaufen, um die eigene Produktion zu erhöhen.
Ein Colleiteiro kann höchstens 60.000 Liter Wein im Jahr erwirtschaften.
Ein Colleiteiro kann seine Trauben oder den Wein an andere Weingüter verkaufen und/oder unter seiner eigenen Marke auf den Markt bringen.

## Gesetzgebung
Ein Erlass der galicischen Landesregierung aus dem Jahr 2007, der die qualitativen geographischen Anbaugebiete des Ernährungssektors und ihre Kontrollräte reguliert, und im Galicischen Gesetzblatt (DOG) vom 29. Januar 2007 besagt:

„In den Anbaugebieten, wo es eine spezifische Liste gibt, die die Figur der Colleiteiros als kleinen Produzenten, die ihre Ernte selbst transformieren, anerkennt, können diese eine eigenständige und unabhängige Vertretung gegenüber den anderen Sektoren haben, ohne dass dieses die Parität der Kräfte bricht, auf Grund ihrer doppelten Position als Winzer und Hersteller. In diesem Falle dürfen die Colleiteiros sich nicht an den Wahlgängen der Winzer oder Hersteller beteiligen.“

## Der Colleiteiro in der D.O. Ribeiro
Nur das Anbaugebiet Ribeiro, das älteste Galiciens, erkennt zurzeit den Colleiteiro in seinen Statuten an. Im Artikel 17.1 betreffend der Register von Weingütern steht:

„Es werden all diejenigen Weingüter angemeldet, die sich in der Produktionszone befinden und einige der Aktivitäten wie Herstellung, Lagerung und/oder Abfüllung der Weine, die von angemeldeten Weinstöcken stammen, durchführen und so ein Anrecht haben, die Bezeichnung Anbaugebiet Ribeiro (D.O. Ribeiro) zu benutzen. Innerhalb dieses Registers wird ein zweites aufgeführt nur für die Weingüter der Colleiteiros. Zu verstehen sind darunter diejenigen, die eine Produktion unterhalb von 600 hl pro Jahr aus den eigenen Reben erwirtschaften.“

Während der Weinlese des Jahres 2020 waren 56 Colleiteiros in der D.O. Ribeiro angemeldet.
Es gibt eine professionelle Vereinigung der Colleiteiros, die Asociación de Colleiteiros Embotelladores do Ribeiro, in der nur Weingüter Mitglieder werden können, die ihren eigenen Wein, der ausschließlich aus eigenen Trauben gewonnen werden darf, abfüllen und vermarkten.